# Victor Cibrian
Victor Cibrian (Puerto Vallarta, Jalisco; 9 de junio de 1998) es un cantante mexicano del género musical de corridos tumbados y regional mexicano que tuvieron auge internacionalmente en la década de los años 2020.

## Biografía y carrera
Comenzó su instrucción musical tocando el clarinete en una banda sinfónica a los 10 años en Tomatlán. Posteriormente cambió a la música sinaloense tras abandonar la Banda Sinfónica Juvenil de Tomatlán por no tener dinero para un viaje a Perú en donde tendrían una presentación. Se mudó a Nayarit a los 12 años, viviendo también en Mazatlán y en Culiacán en el estado de Sinaloa lo que le daría la perspectiva para ahondar en el género.
El 13 de mayo de 2022, Cibrian lanzó su canción En el radio un cochinero (lluvia de balas) que sería su tema revelación. La canción fue rápidamente tendencia en TikTok para después posicionarse en las listas de Apple Music y Spotify.
La revista Billboard lo nombró como uno de los «23 artistas españoles y latinos a seguir en 2023» -23 Latín & Spanish Artists to Watch in 2023-, por dar “una nueva perspectiva al movimiento de los corridos”.

## Premios
| Año  | Trabajo nominado           | Premios             | Categoría             | Resultados |
| ---- | -------------------------- | ------------------- | --------------------- | ---------- |
| 2022 | «En el radio un cochinero» | Premios de la Radio | Canción Viral del Año | Ganador    |